# Essiggasse (Wien)
Die Essiggasse befindet sich im 1. Wiener Gemeindebezirk, der Inneren Stadt. Sie wurde 1908 nach dem Gewerbe der Essighändler benannt. Eine weitere Essiggasse in Wien-Landstraße bei der Baumgasse wurde verbaut und existiert heute nicht mehr.

## Geschichte
Die Gasse ist erstmals im Jahre 1454 als Gäßlein bei der Badstube belegt. Auf dem Gelände des heutigen Hauses Wollzeile 11 und Essiggasse 1 befand sich nämlich seit dem Mittelalter eine Badestube, die bis etwa Mitte des 18. Jahrhunderts existierte. Erst seit 1821 wurde die Gasse Essiggasse genannt, weil nach der Überlieferung dort der bürgerliche Essighändler Ferdinand Pichler seinen Sitz hatte.

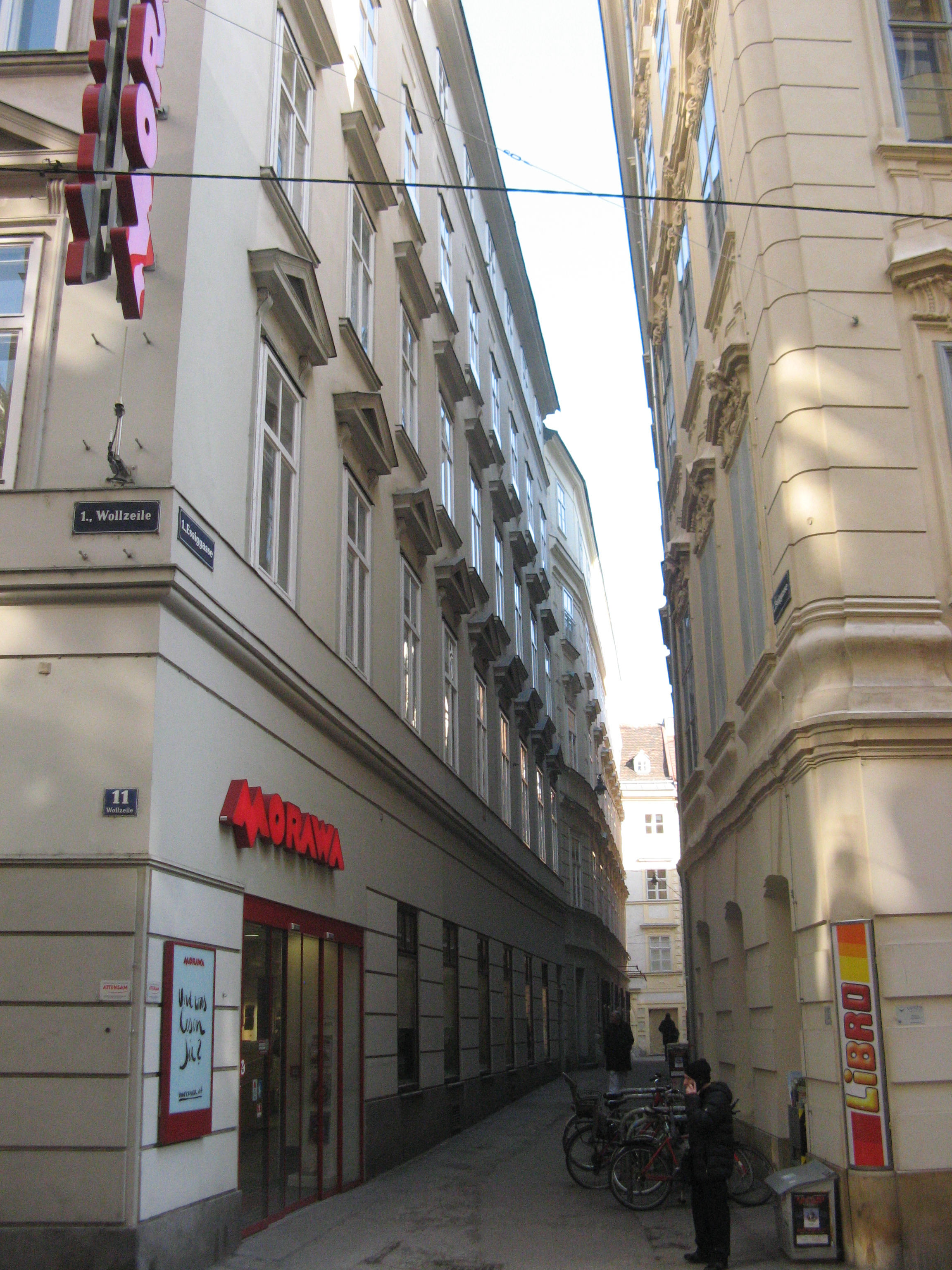
Essiggasse von der Wollzeile in nördlicher Richtung

## Lage und Charakteristik
Die Essiggasse verläuft von der Wollzeile in nordöstlicher Richtung bis zur Bäckerstraße. Das schmale und dunkle, wenig ansehnliche Gässchen wird als Fußgängerzone geführt, die die einzige Verbindung der beiden parallel verlaufenden Straßen bildet. Die hohen Gebäude zu beiden Seiten der Essiggasse stammen aus spätbarocker und klassizistischer Zeit, gehen aber zum Teil auf ältere Epochen zurück. Seit 1877 besteht hier die Buchhandlung Morawa, deren Räumlichkeiten die gesamte linke Straßenseite der Essiggasse beherrschen.

## Gebäude

### Nr. 1: Haus Schaumburg
An der Stelle einer schon im Mittelalter existierenden Badstube entstand Ecke Wollzeile / Essiggasse 1819 bis 1821 das Haus Schaumburg nach einem Entwurf von Jakob Wilhelm im spätklassizistischen Stil, das nach dessen Tod von Joseph Kornhäusel vollendet wurde. Im Gebäude befindet sich die Buchhandlung Morawa. Es liegt an der Hauptadresse Wollzeile 11 und steht unter Denkmalschutz.

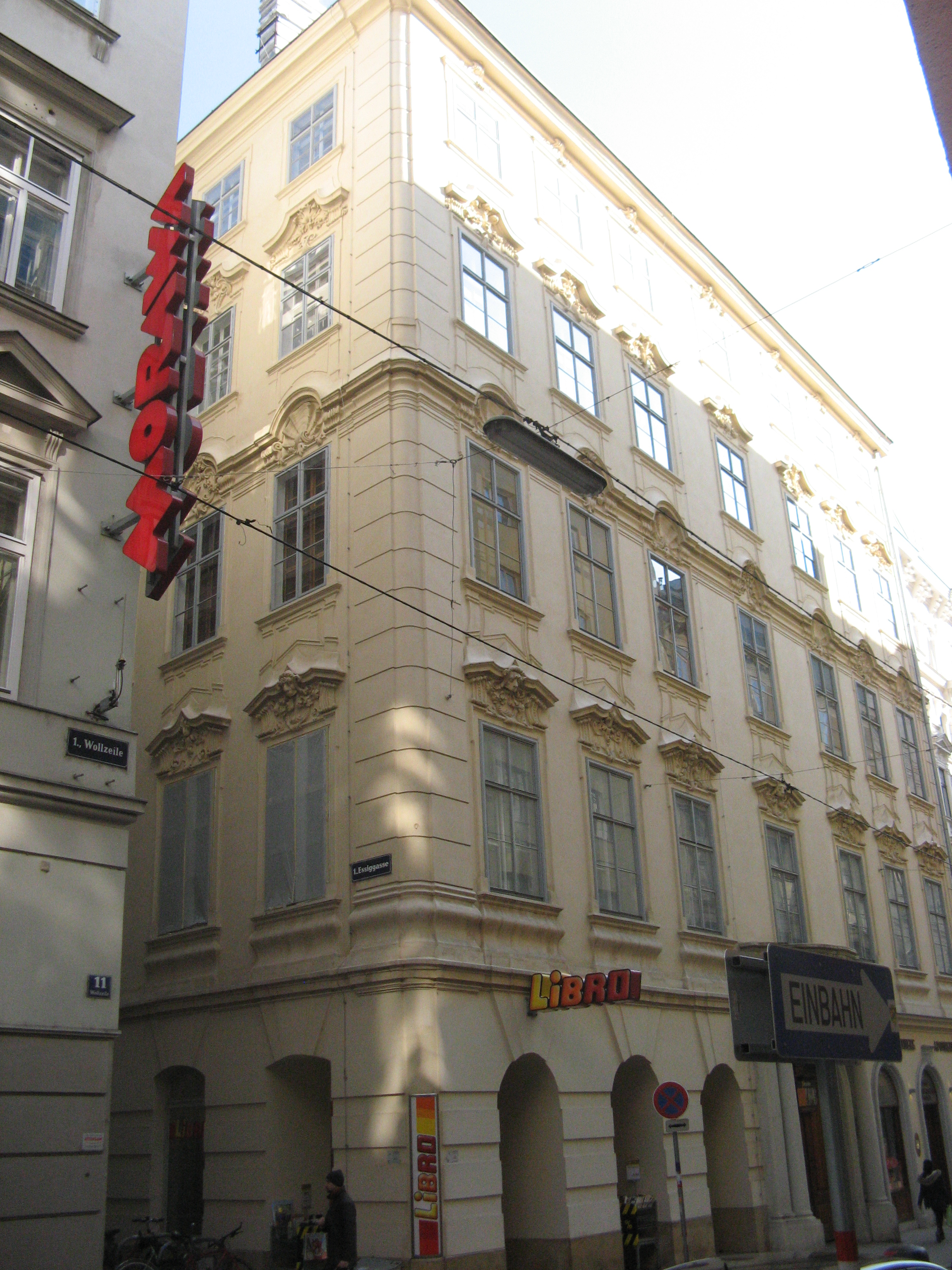
Essiggasse 2

### Nr. 2: Zum Römischen Kaiser
Das palaisartige barocke Eckhaus Wollzeile / Essiggasse wurde 1712 für Sebastian Cichini erbaut und 1787 adaptiert. Hier befindet sich die 1782 gegründete Apotheke Zum Römischen Kaiser. Die Seitenfassade zur Essiggasse ist gegenüber der reichen Hauptfassade schlichter gehalten und besitzt hier gerade Fensterverdachungen. Das Gebäude liegt an der Hauptadresse Wollzeile 13 und steht unter Denkmalschutz.

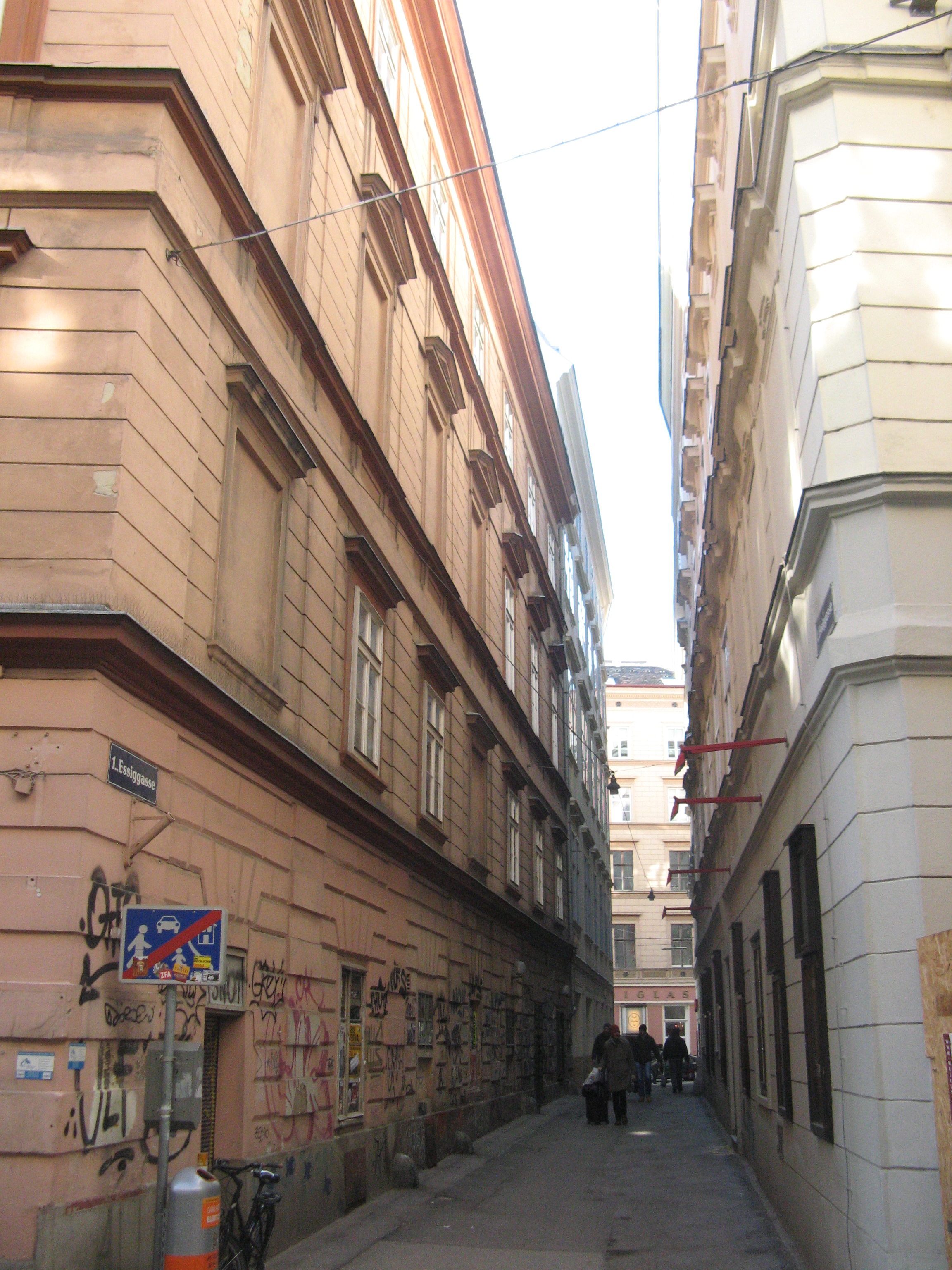
Essiggasse von der Bäckerstraße aus gesehen

### Nr. 3: Palais Seitern
Das Gebäude Ecke Bäckerstraße / Essiggasse stammt im Kern aus der Mitte des 16. Jahrhunderts und wurde 1700 von den Grafen Fünfkirchen erworben und in ein Adelspalais umgewandelt, das dann von Franz Karl von Seitern erworben wurde und seither seinen Namen trägt. Das Palais steht unter Denkmalschutz und befindet sich an der Hauptadresse Bäckerstraße 8.

### Nr. 4: Palais Nimptsch
Das Palais Ecke Bäckerstraße / Essiggasse war ursprünglich ein Renaissance-Bürgerhaus und gelangte 1775 in den Besitz der Grafen Nimptsch, die 1789 Umbauten vornehmen ließen. 1838 gestaltete Adolf Korompay die Fassade im spätklassizistischen Stil um. Das Gebäude steht unter Denkmalschutz und liegt an der Hauptadresse Bäckerstraße 10.